# Leopold De Groof
Leopold De Groof (Lilla, 2 febbraio 1896 – 26 giugno 1984) è stato un calciatore belga, di ruolo difensore.